# De keltiska nationerna

De keltiska nationerna.

De keltiska nationerna är de nationer i Västeuropa som har ett keltiskt arv.
Till de keltiska nationerna räknas Skottland, Wales, Irland (inklusive Nordirland), Isle of Man, Cornwall i västra England och Bretagne i västra Frankrike. I samtliga nationer talas vid sidan om engelska och franska även keltiska språk.
På engelska brukar dessa regioner, på grund av sitt läge i nordvästra Europa, beskrivas som The Celt Belt (Kelt-bältet) eller The Celtic Fringe (Den keltiska randzonen). Invånarna i dessa regioner föredrar som regel uttrycket De keltiska nationerna.
Innan romarrikets expansion var de brittiska öarna och stora delar av kontinentala Europa bebott av en övervägande keltisk befolkning.[källa behövs]

## De sex nationerna
| Nation      | Inhemskt namn             | Språk                      | Invånarantal     | Antal talare     |
| Skottland   | Alba                      | Skotsk gaeliska (Gàidhlig) | 5 373 000 (2015) | 87 000 (2011)    |
| Irland      | Éire                      | Iriska (Gaeilge)           | 4 757 976 (2016) | 1 167 940 (2011) |
| Isle of Man | Mannin eller Ellan Vannin | Manx (Gaelg eller Gailck)  | 84 497 (2011)    | 1 800 (2015)     |
| Wales       | Cymru                     | Kymriska (Cymraeg)         | 3 063 456 (2011) | 700 000+ (2012)  |
| Cornwall    | Kernow                    | Korniska (Kernowek)        | 549 400          | 0–300 (2010)     |
| Bretagne    | Breizh                    | Bretonska (brezhoneg)      | 4 550 418 (2012) | 210 000 (2007)   |